# Love is... (mihimaru GTの曲)
「Love is...」（ラブ・イズ）は、日本の音楽ユニット・mihimaru GTの6作目のシングル。

## 概要
- 前作「ユルメのレイデ」から約5ヶ月ぶりのシングル。
- 両曲ともサウンドプロデューサーに宮内和之と野崎貴朗を迎えて制作された。サウンドプロデューサーを迎えて制作されたのは今作が初となる。
- 表題曲は、テレビ東京系列『元祖!でぶや』のエンディングテーマに、カップリング曲は前作に引き続きダリヤ『パルティ』のCMソングに使用された。カップリング曲にもタイアップが付くのは自身初となる。

## 収録曲
1. Love is... [4:31]
作詞：hiroko & mitsuyuki miyake
作曲：mitsuyuki miyake
編曲：mitsuyuki miyake & 宮内和之
コーラスアレンジ：柴田祥子
今作発売から1年半が経った2007年5月18日に、『THE BEST of mihimaru GT』のプロモーションで、この楽曲を『ミュージックステーション』に出演し披露している。
2009年3月11日には黒瀬真奈美がこの楽曲をサンプリングした「Love is...Shine」を発売している[1]。
2. Darlin' [4:21]
作詞：hiroko & mitsuyuki miyake
作曲：mitsuyuki miyake & DJ TAKI-SHIT
編曲：mitsuyuki miyake & DJ TAKI-SHIT & 宮内和之
3. Love is... (Instrumental) [4:31]
作曲：mitsuyuki miyake
編曲：mitsuyuki miyake & 宮内和之
コーラスアレンジ：柴田祥子
表題曲のインストゥルメンタル。
4. Darlin' (Instrumental) [4:20]
作曲：mitsuyuki miyake & DJ TAKI-SHIT
編曲：mitsuyuki miyake & DJ TAKI-SHIT & 宮内和之
カップリング曲のインストゥルメンタル。

## 参加ミュージシャン
mihimaru GT
- hiroko：Vocals & Rap
- mitsuyuki miyake：Vocals & Rap & Programming

Additional Musician
- 宮内和之：Guitars (全曲)、Background Vocal (#1,3)
- 野崎貴朗：Programming & Keyboards (全曲)、Background Vocal (#1,3)
- 国岡真由美：Background Vocals (#1,3)
- DJ MINORU：Turntable (#1,3)
- DJ TAKI-SHIT：Turntable (#2,4)
- KANAME：Bass (#1,3)
- 小川真司：Bass (#2,4)
- 山下政人：Drums (#1,3)、Hi-hat (#2,4)

## タイアップ
- テレビ東京系列バラエティ番組『元祖!でぶや』エンディングテーマ (#1)
- ダリヤ『パルティ』CMソング (#2)

## 収録アルバム
- mihimalife (#1,2)
- THE BEST of mihimaru GT (#1)
- The Best Selection of ASIA (#1)
- mihimaballads (#1)
- 10th Anniversary BEST 2003-2013 (#1)
- THE SINGLE of mihimaru GT (#1)